# Bahnhofstraße 31 (Schönwald)

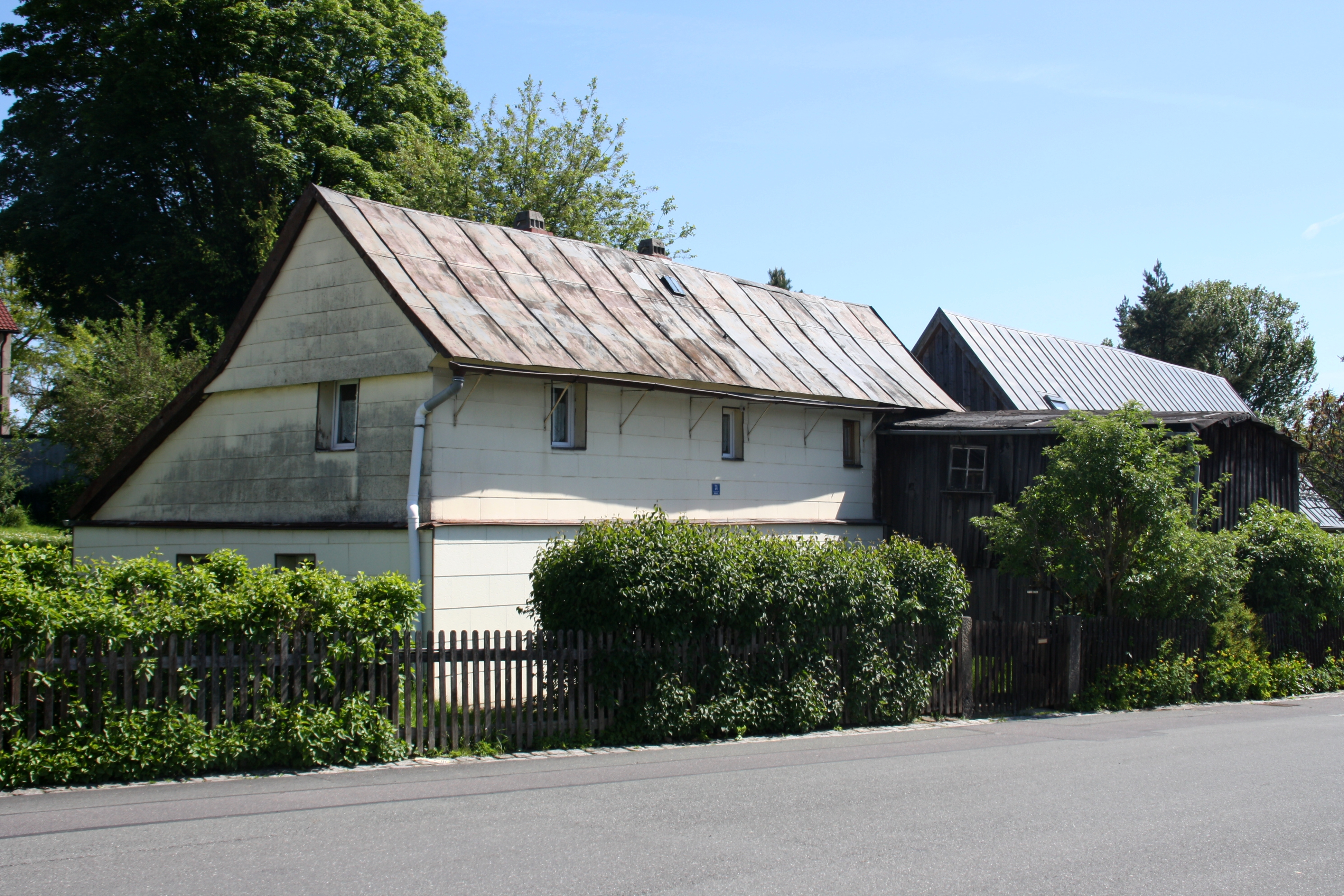
Haus Bahnhofstraße 31 in Schönwald

Das Wohnhaus Bahnhofstraße 31 in Schönwald, eine Stadt im oberfränkischen Landkreis Wunsiedel im Fichtelgebirge in Bayern, wurde Anfang des 19. Jahrhunderts errichtet. Das Gebäude ist ein geschütztes Baudenkmal.
Das Wohnhaus mit Frackdach besitzt ein hofseitiges Obergeschoss in Fachwerkbauweise. Die Dachdeckung besteht aus Blech. 